# Интеко
«Инте́ко» — российская девелоперская группа компаний. Создана 5 июня 1991 года Еленой Батуриной, супругой бывшего мэра Москвы Юрия Лужкова. Штаб-квартира находилась в Москве.
Специализируется на проектах комплексного освоения территорий в Москве и регионах России. В портфеле компании — более 80 реализованных проектов суммарной площадью 7 млн м².
В 2017 году контроль над компанией перешёл к Фонду консолидации банковского сектора. В декабре 2022 года компанию прибрела девелоперская компания Sminex Алексея Тулупова за 38 млрд рублей.

## История
Бизнес компании был начат ещё в 1989 году; первоначально «ИНТЕКО» специализировалась на производстве пластмассовых изделий, посуды. В 2001 году компания пошла в строительство, приобретя контрольный пакет акций ОАО «Домостроительный комбинат № 3» (ДСК-3), который позднее, в 2005 году был продан группе ПИК за $300 млн.
На конец первого десятилетия 2000-х годов 99 % акций компании принадлежало Елене Батуриной, 1 % находилось на балансе самой компании. Ранее 50 % акций компании принадлежало брату Батуриной — Виктору Батурину, к 10 мая 2001 года эта доля сократилась до 25 %, а затем и она была передана Елене Батуриной. В начале февраля 2007 года Елена Батурина передала принадлежащий ей пакет акций компании в закрытый паевой инвестиционный фонд «Континенталь», получив в обмен паи на сумму $3,15 млрд.
С 2002 года компания начала скупать цементные заводы (в 2004 году предприятия «ИНТЕКО» произвели 7,5 млн тонн цемента). В 2005 году «ИНТЕКО» продала цементные активы компании «Евроцемент груп» за $800 млн. С тех пор «ИНТЕКО» приобрела несколько предприятий по выпуску цемента (в частности, «Атакайцемент» и «Верхнебаканский цементный завод» близ Новороссийска), а также осуществляет строительство новых цементных заводов.

### Конфликт между Еленой и Виктором Батуриными
В январе 2007 года Виктор Батурин подал иск в суд на свою сестру, заявив, что был незаконно уволен в январе 2006 года с поста вице-президента компании, а также неправомерно лишён пакета её акций. В начале февраля 2007 года Тверской суд Москвы отказал в иске Виктору Батурину.
14 февраля 2007 года в московский арбитражный суд поступило сразу четыре ответных иска от «ИНТЕКО» к Виктору Батурину и его компаниям «Интеко-Агро» и «Интеко-Агро-Сервис». В одном из исков компания требовала 100 % долей в управляющей компании, в собственности которой могут находиться сельскохозяйственные активы Батурина, а в других исках — более 300 млн руб. долгов.
Однако уже 15 февраля 2007 года стороны подписали мировую. В соответствии с соглашением, обе стороны отзывают свои иски, аннулируют претензии по долгам, а Виктор Батурин получает ряд заводов, необходимых для ведения бизнеса в сфере сельского хозяйства. Тем не менее, стороны после этого конфликта не поддерживают контактов друг с другом.

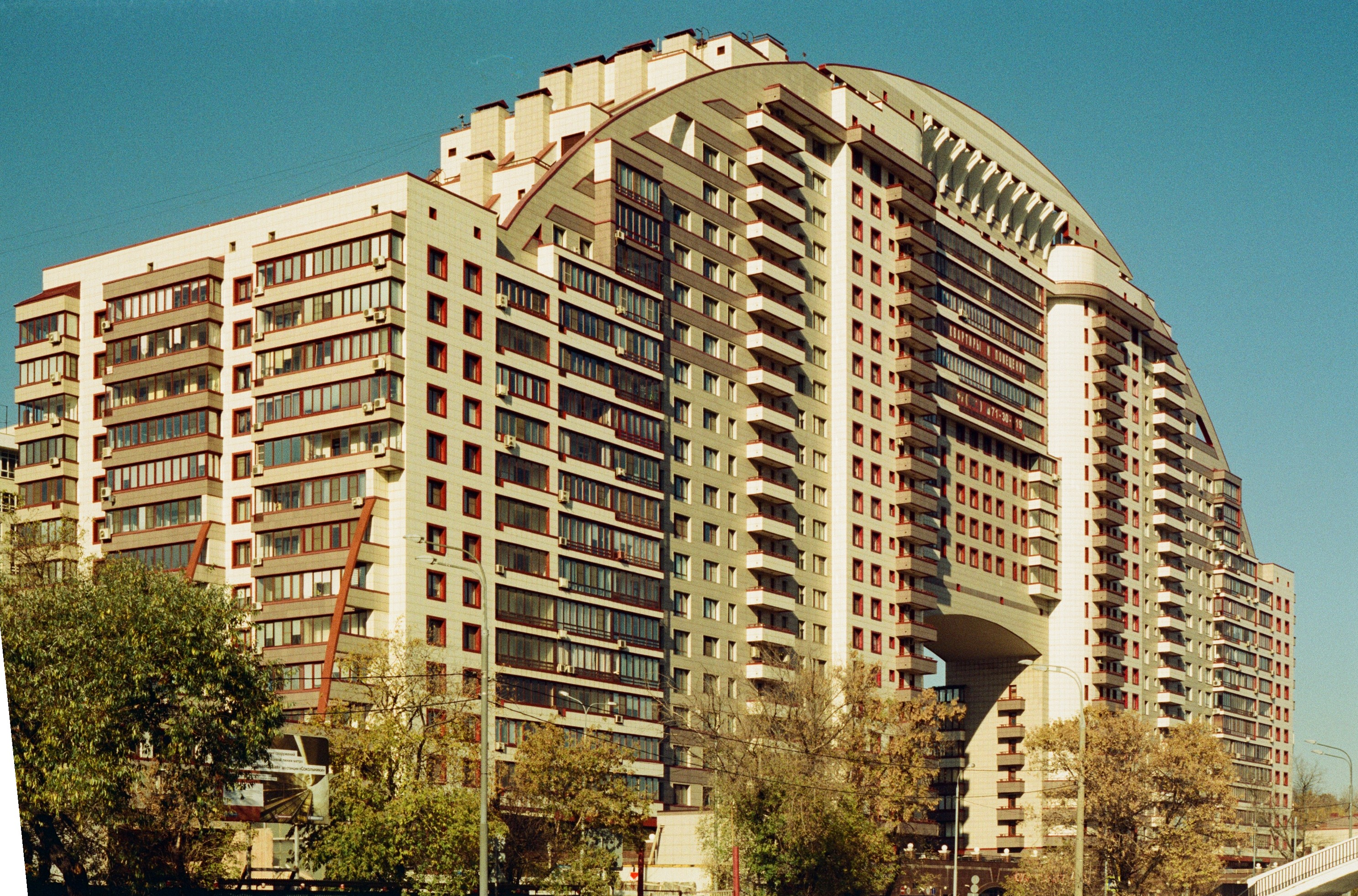
Дом Arco di Sole на набережной Яузы, построен Интеко к 2009 году

### После отставки Лужкова: смена собственника
После отставки мэра Москвы Ю. М. Лужкова столичный бизнес «ИНТЕКО» понёс урон: в ноябре 2010 года появилась информация о возбуждении Следственным комитетом уголовного дела по факту мошенничества с земельными участками в Москве, на которых компания собралась строить комплекс «Сетунь хиллс» («Космо-парк»), позднее мэрия отменила распоряжения о строительстве данного комплекса. Также в ноябре 2010 года стало известно о продаже девелопером принадлежавших ей 50 % в проекте комплекса с Московским дворцом бракосочетания в «Москва-сити» структурам Виктора Рашникова, владельца Магнитогорского металлургического комбината.
В начале сентября 2011 года было объявлено о продаже «ИНТЕКО» Еленой Батуриной, причём покупателем 95 % компании должны стать структуры предпринимателя Микаила Шишханова (совладельца Бинбанка), а ещё 5 % — дочерняя компания Сбербанка «Сбербанк инвестиции». В сделку вошли 100 % акций ЗАО «ИНТЕКО», ЗАО «Патриот» и все принадлежащие им производственные и проектные структуры, кроме цементных заводов «ИНТЕКО». Общая сумма сделки оценивается в $1,2 млрд, но с учётом долга компании, как предполагается, Батурина получит за «ИНТЕКО» всего $200 млн. Предполагалось, что сделка должна быть закрыта в течение месяца, однако в октябре Виктор Батурин подал в суд ряд исков с требованием о признании незаконной данной сделки и с требованием перевести на него права и обязанности покупателя по ней, и исполнение сделки отсрочилось. В итоге собственник компании сменился только в декабре 2011 года.
В 2019 году «ИНТЕКО» провела ребрендинг и впервые за 7 лет вывела в продажу новые проекты жилищного строительства на московский рынок недвижимости (ЖК бизнес-класса West Garden и ЖК комфорт-класса «Вестердам»). В 2022 году строительство «Вестердама» было завершено, объект сдан в эксплуатацию.

## Собственники и руководство
Президент АО «ИНТЕКО» — Алексей Тулупов.
В декабре 2022 года компанию прибрела девелоперская компания Sminex Алексея Тулупова за 38 млрд рублей.

## Деятельность
В основном деятельность компании связана с московским строительным бизнесом, инвестиционными проектами в сфере гражданской и коммерческой недвижимости. В частности, «ИНТЕКО» инвестировала в Москве в строительство двух жилых кварталов — «Шуваловский» (275 тыс. м²) и «Грандъ-Парк» (400 тыс. м²) — и делового центра «Москва-Сити».
Компания «ИНТЕКО» реализовала более 80 проектов суммарной площадью более 7 млн м².

### Показатели деятельности
Выручка компании в 2009 году составила 54 млрд руб., чистый убыток — 38 млрд руб. По данным «Ведомостей», в 2014 году выручка «ИНТЕКО» составила 13,9 млрд руб., чистая прибыль — 570,1 млн руб.
По итогам 2016 года ГК «ИНТЕКО» ввела в эксплуатацию 378,9 тыс. м² недвижимости во всех регионах присутствия, в том числе в Москве — 196,6 тыс. м² На март 2017 года в столичном регионе в стадии строительства или проектирования находятся 8 объектов, девелопером которых выступает «ИНТЕКО». 
В 2018 году компания ввела в эксплуатацию 192,9 тыс. м² недвижимости, выручка составила 24,3 млрд руб.
В 2019 году «ИНТЕКО» получила разрешения на ввод 246,6 тыс. м² недвижимости. Общая площадь введенных объектов в Москве составила более 181 тыс. м², в Ростове-на-Дону — 65 тыс. м².
Согласно аудированной консолидированной отчетности компании за 2019 год, общая выручка составила 37,3 млрд рублей

## Критика
Компанию «ИНТЕКО» нередко обвиняли в получении преференций и выгодных контрактов на московском рынке благодаря тому, что бывший мэр Москвы является мужем Елены Батуриной.. В то же время, представители компании и сама Елена Батурина постоянно отвергают такие обвинения. Наиболее непримиримым оппонентом «ИНТЕКО» является депутат Государственной думы РФ, бывший кандидат на пост мэра Москвы Александр Лебедев.
В частности, в декабре 2009 года газета «Ведомости» опубликовала данные, из которых следовало, что летом 2009 года, в период, когда прочие девелоперские компании столкнулись со значительными трудностями, связанными с экономическим кризисом, «ИНТЕКО» досрочно погасила кредиты банков в размере 27 млрд руб. Одним из источников погашения долгов стала продажа земельного участка площадью 58 га на юго-западе Москвы за 13 млрд руб., то есть 220 млн руб. за 1 га (эта цена, по данным «Ведомостей», соответствовала докризисной и превышала текущие на тот момент где-то вдвое). Покупателем земли выступила структура, близкая к Банку Москвы, причем, по информации газеты, покупка была оплачена за счет кредита этого банка. При этом крупнейшим акционером Банка Москвы является Правительство Москвы. В 2011 году по этому эпизоду было заведено уголовное дело, в офисах «ИНТЕКО» и Банка Москвы, а также ряда иных структур проводились обыски. В октябре 2010 года «Ведомости» опубликовали сведения, согласно которым «ИНТЕКО» при реализации девелоперских проектов в Москве не всегда платила «долю города» (обычно в качестве этой доли городу отдавалось 30—40 % жилых помещений и около 20 % нежилых). При этом по объектам недвижимости, расположенным в других городах, «ИНТЕКО» данную долю возмещала.
Администрация Белгородской области обвиняла «ИНТЕКО» в связи с неэффективным, по её мнению, использованием земель на территории региона. «ИНТЕКО», в свою очередь, критиковала властные структуры области в затяжке с оформлением документов на землю, что якобы приводило к приостановке деятельности.
Статья, посвящённая бизнесу «ИНТЕКО» и её взаимоотношениям с московскими властями (а также возможными перспективами в случае вероятного ухода Юрия Лужкова со своего поста), опубликованная в российском выпуске журнала «Форбс» за декабрь 2006 года, стала причиной скандала, в ходе которого первоначально было объявлено об изъятии тиража журнала из продажи. Тем не менее, затем номер всё-таки вышел в свет. После публикации данной статьи компания «ИНТЕКО» подала в суд на издание и в сентябре 2007 года выиграла его. Арбитражный суд Москвы обязал издательство выплатить «ИНТЕКО» 106,5 тыс. рублей компенсации за публикацию сведений, порочащих деловую репутацию компании, оплатить услуги привлеченных к разбирательству экспертов (29,5 тыс. рублей), а также опубликовать опровержение следующей информации.:
«„ИНТЕКО“ не получает от города откровенных 'подарков' в виде земельных участков или подрядов на льготных условиях — Батурина действует аккуратнее».
«Почему строители охотно берут Батурину в партнеры? О том, что это помогает 'утрясать' проблемы с согласованиями проектов, никто официально не скажет».